# Alexander Edwin Marsden
Alexander Edwin Marsden, född den 22 september 1832, död den 2 juli 1902, var en engelsk läkare.
Marsden tjänstgjorde 1854-56 som militärläkare i Krimkriget, utövade därefter under 15 år omfattande verksamhet vid det av hans far William Marsden inrättade Royal Free Hospital och vid Brompton Cancer Hospital i London samt ägnade sig slutligen helt och hållet åt den sistnämnda institutionens klinik. Inte mindre än 15 000 fall av cancer hade till 1884 kommit under hans ögon, och Marsden utgav tre arbeten om denna sjukdoms behandling.